# Ступінь збагачення корисних копалин
Ступінь збагачення корисних копалин, Ступінь концентрації корисних копалин (рос. степень концентрации, англ. concentration degree, нім. Konzentrationsgrad m) — у збагаченні корисних копалин — відношення вмісту цінного компонента у концентраті βк до його вмісту у руді чи вихідному матеріалі α:
Кзб = βк/α .